# Товмасян, Мартин Левонович
Мартин Левонович Товмасян (арм. Մարտին Թովմասյան; 5 марта 1925, Эривань — 27 июня 2007, Ереван) — советский армянский архитектор, профессор, заслуженный архитектор Армении (2007).

## Биография
Родился в Эривани в 1925 году. В 1929 году в связи с работой отца семья переехала в Тифлис. В 1942 году был призван в Красную армию, участник Великой Отечественной войны. После демобилизации поступил на архитектурный факультет Азербайджанского индустриального института (АзИИ). После окончания работал в институтах Бакпроект и Азпромпроект. В 1953 году проступил на факультет архитектурного усовершенствования (ФАУ) МАрхИ. Работал руководителем архитектурно-планировочной мастерской генплана в ПИ Бакгипрогор.
В 1969 году переехал в Ереван. Работал руководителем архитектурно-планировочной мастерской в ПИ Ереванпроект, в дальнейшем- заместителем директора по градостроительству.
С 1970 года также преподавал на кафедре архитектуры и градостроительства ЕрПИ (ныне Ереванский архитектурно-строительный государственный университет).
Работы М. Товмасяна были представлены на Венецианской архитектурной биеннале 2014 г. «Fundamentals» в программе «The Capital of Desires» в павильоне Армении, на 4-й международной конференции «Долгая счастливая жизнь» Музея «Гараж» 30–31 октября 2015 г., на выставке «Город завтрашнего дня» в ЦДХ 19.12.2019-19.01.2020.

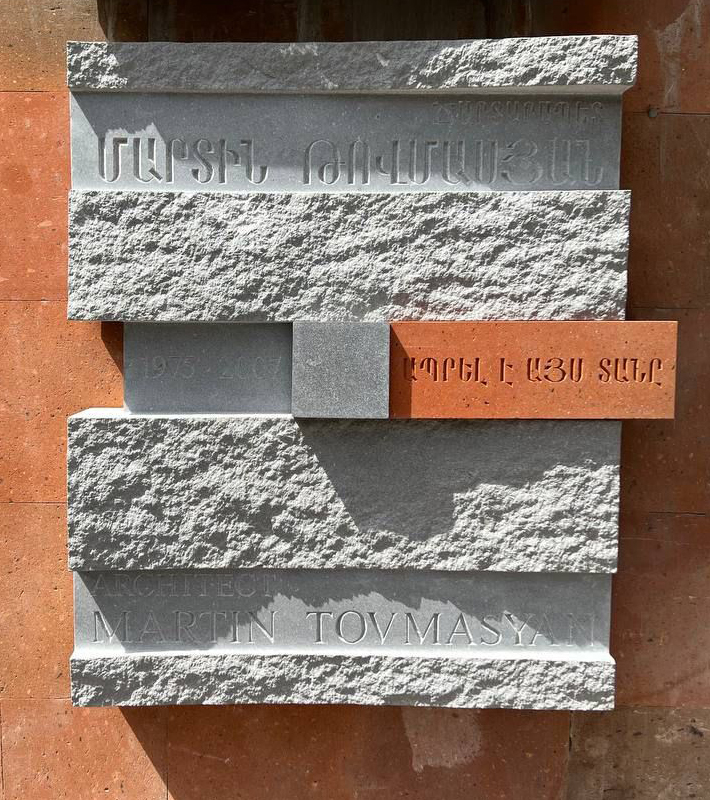
Мемориал Мартину Левоновичу Товмясяну в г. Ереван, ул. Пушкина, д. 3

## Основные проекты и постройки
В Баку:
- Жилой дом на пл. Ахундова, 1948–51 гг.
- 100-квартирный жилой дом по ул. Низами (соавтор А. Ахпателов), 1949–50 гг.
- Спортивный павильон на Приморском бульваре, 1950 г.
- Музей искусств в Нахичевани, 1952 г.
- Шёлкоткацкий комбинат в Балаханах, 1956 г.
- Автовокзал в г. Кировабад (при участии С. Кузнецовой), 1958 г.
- Автовокзал в Баку (при участии З. Гулиевой), 1959 г.
- ПДП Северо-западного жилого района Баку, 1959 г.
- Станция метро 26 Бакинских комиссаров (Сахил), (соавтор А. Суркин), 1962–64 гг.
- Закрытый конкурс на застройку площади Ленина в Баку, I премия, 1960–61 гг. (соавторы А. Бузов, А. Агаронов, А. Гюль-Ахмедов, В. Шульгин)
- Зелёный театр в Баку на 2500 мест (соавтор А. Суркин), 1963 г., удостоен Диплома СА СССР за лучшую работу в области архитектуры 1967 г.
- Жилой и гостиничный городок на Нефтяных Камнях (соавтор Б. Гинзбург), 1963 г.
- Конкурсный проект памятника на Плая-Хирон на Кубе (соавторы А. Агаронов, А. Гюль-Ахмедов, А. Суркин, В. Шульгин), 1963, удостоен почетного диплома президента Кубы.
- ТЭО генплана г. Баку (совместно с Г. Алескеровым, В. Ивановым, Т. Щаринским), 1964–69, утвержден.
- Морской вокзал в Баку (соавторы А. Вал, В. Шульгин), 1964-71гг.
- Генплан г. Дюбенди на 250 тыс. чел., спутника Баку (соавторы А. Гендлер, Н. Шакова, П. Яриновский), 1965, утвержден.
- Памятник Ленину в Мингечауре (соавтор Ш. Зейналова, скульп. А. Мустафаев), 1965 г.
- Застройка м/р №4 (соавтор И. Орлова-Строганова), 1965–67 гг.
- Всесоюзный закрытый конкурс на застройку центра г. Сумгаит, I премия (соавторы Р. Торосян, А. Суркин, Б. Мецаканян), 1967 г.
- Застройка м/р №5, 1967–69 гг.

В Ереване:
- ПДП юго-западного планировочного района, 1970 г.
- Эскизный проект планировки и застройки Главного проспекта, (соавторы Э. Аревшатян, А. Зарьян), 1970 г., утвержден.
- ПДП западного жилого района «А» (соавтор А. Периханян, при участии Н. Бадаляна, М. Минасяна, соавтор м/районов Э. Сафарян), 1970–71 гг., утвержден.
- 16-этажный дом «Орбита» на пересечении пр. Маштоца и ул. Амиряна (соавтор Л. Балаян), 1971 г. Удостоен Дипломов СА СССР и Арм. ССР в 1978 г.
- Застройка м/р «А-1» (соавторы Э. Сафарян, Э. Казахецян, А. Периханян), 1971–73 гг.
- ПДП жилого района Араратян-2 (соавтор А. Джанунц), 1972 г.
- Застройка м/р-нов «А-2», «А-3» 1972–74 гг.
- Планировка IV планировочного района, 1975 г.
- ПДП северо-западного жилого района «Г» (соавтор А. Нерсесян), 1977 г.
- Проект реставрации и реконструкции квартала по ул. Абовяна и Лалаянца (соавтор В. Шагинян), 1977 г.
- Проект планировки и застройки района между улицами Сараланджи- Гераци- Кирова (соавтор Ов. Мирзаханян), 1979 г.
- ТЭО развития метрополитена, 1979 г., утвержден
- Проект планировки и застройки района Кольцевого бульвара до района Козер (соавтор Ов. Мирзаханян), 1980 г.
- ПДП северо-западного жилого р-на «В» (при участии Н. Бадаляна и Н. Минасяна), 1983 г.
- Закрытый конкурсный проект Памятного комплекса в честь 150-летия вхождения Восточной Армении в состав России (соавторы А. Григорян, В.Шагинян), 1983 г. Гран-при и Золотая медаль лауреата Всесоюзного смотра СА СССР 1984 г.
- ПДП западного жилого района «Д» (соавторы Ю.А. Баблумян и З.М. Товмасян), 1990 г.
- Застройка жилого района «Ани» в Гюмри (соавторы В. Григорян, Г. Ованесян, А. Сейланов), 1991–92 гг.
- Типовой проект Центра социального обслуживания инвалидов и пенсионеров в Зоне бедствия (соавтор З. Товмасян), 1992 г.
- Комплексная программа развития Зоны бедствия в Армении, 1993 г., утверждена Правительством РА

## Важнейшие постройки

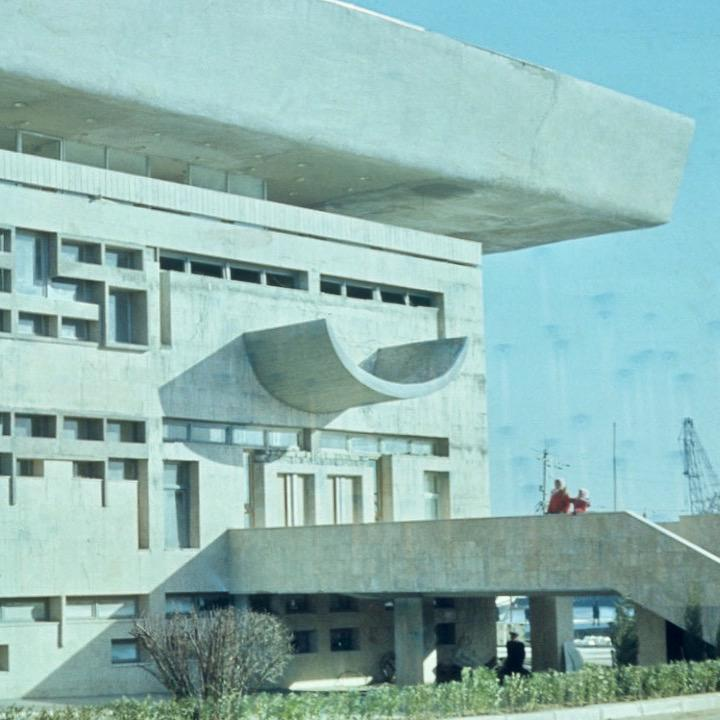
Морвокзал в Баку
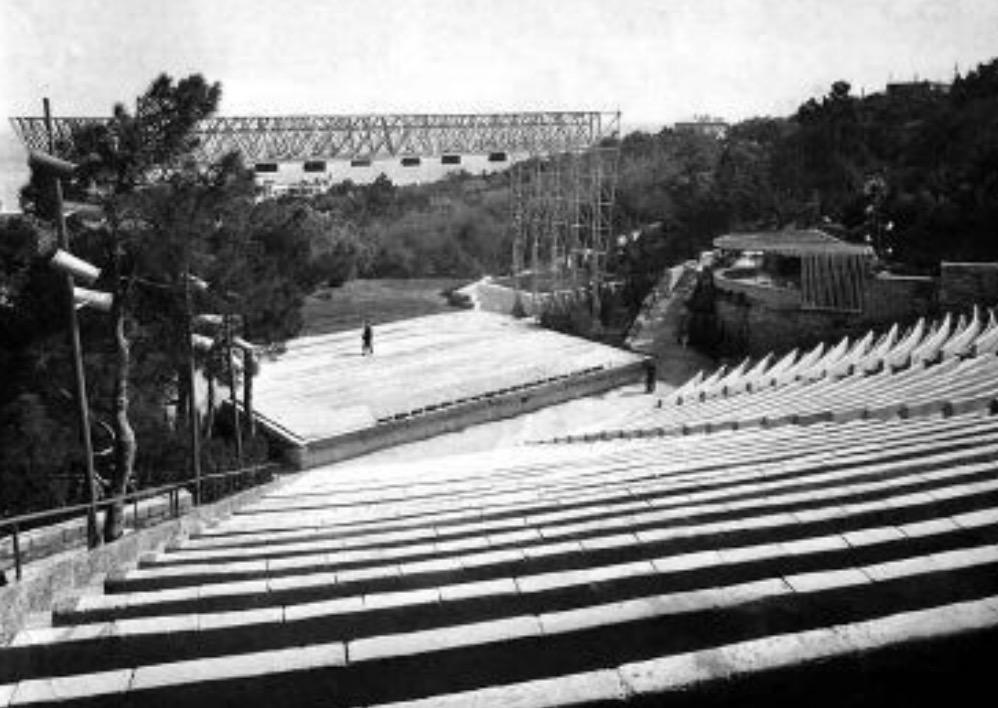
Зеленый театр в Баку
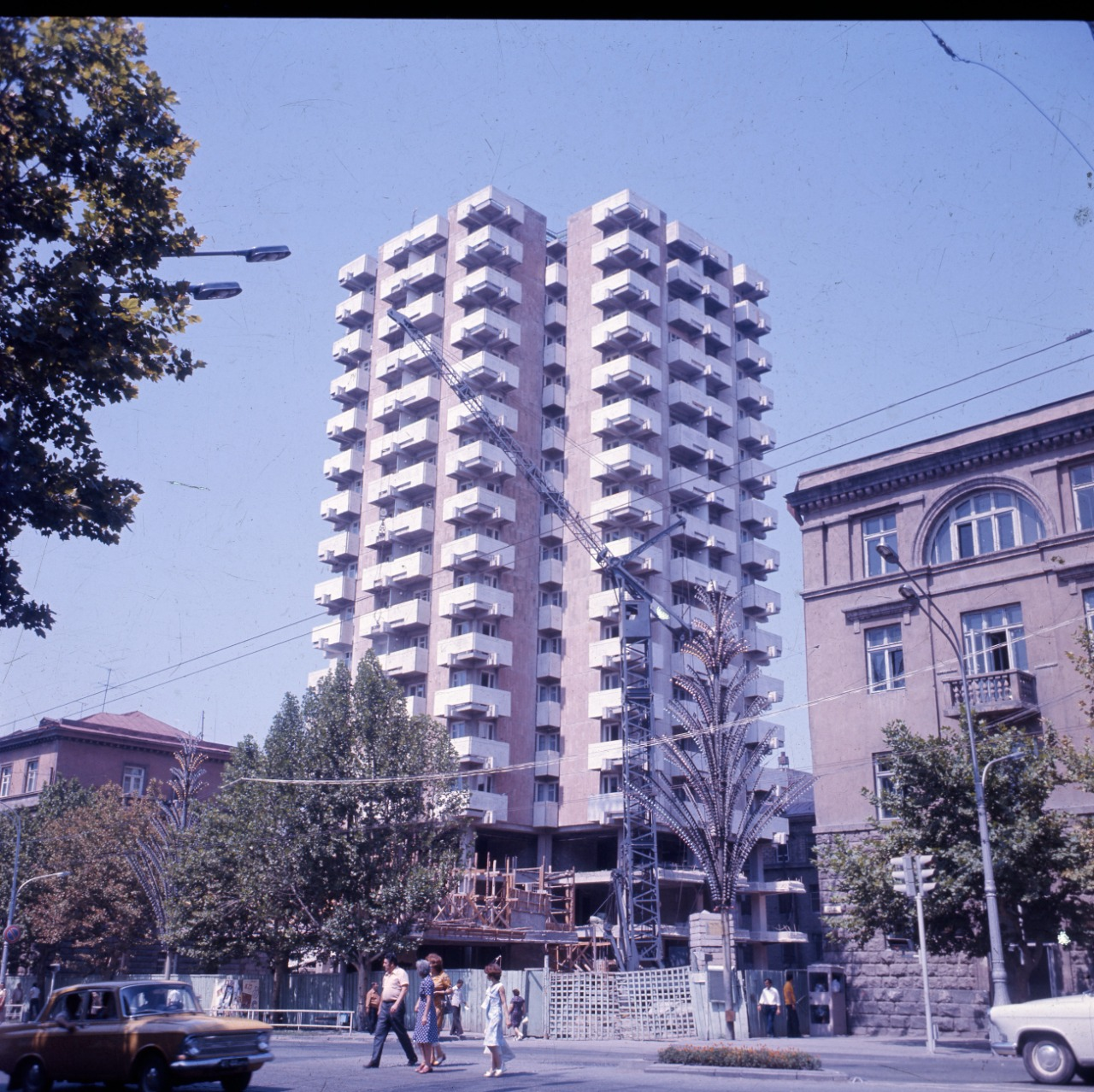
Здание «Орбита» в Ереване на проспекте Маштоца

## Публикации
Автор большого ряда статей, научных публикаций, методических указаний и монографии.
Монография:
- Архитектура Советской Армении / Architecture of the Soviet Armenia / А. Г. Григорян, М. Л. Товмасян. Москва, Стройиздат, 1986.

Статьи:
- «О гармонии архитектурной среды» (Журн. «Советакан арвест», N10, 1977)
- «Проблемы промрайона в крупнейшем городе» (Журнал «Промышленность Армении», N10, 1978)
- «Городской массовый пассажирский транспорт в центре крупнейшего города» («Гитутюн ев кянк», N6, 1978)
- Серия из 3-х статей, посвященных 100-летнему юбилею А.И. Таманяна (Газ. «Ерекоян Ереван», IX, 1978)
- «О национальном своеобразии в архитектуре» (Журн. «Промышленность Армении», N4, 1984)
- «Становление армянской советской архитектуры» (Сборник научных статей, Ереван, 1988)

Научные доклады:
- «Некоторые проблемы охраны и использования памятников культуры и архитектуры» (Доклад на II Международной интеркоммуникальной конференции, София, Болгария, октябрь 1978)
- «Принципы размещения общественных зданий в центре крупнейшего города (на примерах г. Еревана, Тбилиси и Баку)», (Доклад на Всесоюзной научной конференции, Тбилиси, Грузия, 1981)